# Corpo immagine
Corpo immagine è un cortometraggio del 2004 diretto da Marco Simon Puccioni.

## Trama
Lara Torre è una famosa fotografa che sta preparando una mostra speciale. L'incontro con Walter cambierà le cose...